# 野村乳業
野村乳業株式会社（のむらにゅうぎょう）は、広島県安芸郡府中町に本社を置く乳製品メーカー。

## 概要
植物由来で生きて腸まで届く、強い乳酸菌「植物乳酸菌（Lb. プランタラム）」を研究開発し、製品化することに成功。植物乳酸菌100%発酵野菜飲料
広島大学との産学協同連携で、機能性食品の開発に注力している。

## 沿革
- 1897年 - 野村牧場創立[1]
- 1964年 - 野村乳業株式会社設立[1]